# 西里基夫
50°25′30″N 32°38′12″E / 50.42500°N 32.63667°E
西里基夫（烏克蘭語：Сіриків），是烏克蘭北部的村莊，隸屬切爾尼希夫州的普里盧基區。該村面積0.37平方公里，海拔高度120米，2006年人口5，人口密度每平方公里13.55人。